# Epsilon Apodis
Epsilon Apodis ( ε Apodis, förkortat Epsilon Aps,  ε Aps), som är stjärnans Bayer-beteckning, är en ensam stjärna i sydvästra delen av stjärnbilden Paradisfågeln. Den har en skenbar magnitud på +5,06 och är synlig för blotta ögat där ljusföroreningar ej förekommer. Baserat på parallaxmätningar i Hipparcos-uppdraget på 5,1 mas beräknas den befinna sig på ca 640 ljusårs (200 pc) avstånd från solen. 

## Egenskaper
Primärstjärnan Epsilon Apodis är en blå till vit stjärna i huvudserien av spektralklass B3 V. Den har en massa som är ca 6 gånger solens massa, en radie som är ca 4 gånger solens radie och avger ca 1 610 gånger mer energi än solen från dess fotosfär vid en effektiv temperatur på ca 17 000 K. Den roterar med en hög projicerad rotationshastighet på 255 km/s, vilket ger en lägre gräns för azimutalhastigheten vid ekvatorn.
Epsilon Apodis klassificeras som en variabel stjärna av Gamma Cassiopeiae-typ och dess magnitud varierar mellan 4,99 och 5,04.